# Brusegana
Brusegana è un quartiere del comune di Padova.

## Geografia fisica
In questa località il canale Brentella, provenendo da Limena, si immette nel fiume Bacchiglione.

## Storia
Era chiamata anticamente Brusaure, poi Brusadure. Vi sorgeva, prima del 1239, il monastero di Santa Maria de Trexone (o Tresonibus, Trisonibus) dei benedettini albi (= bianchi, dal nome della veste), un ordine religioso fondato a Padova dal beato Giordano Forzatè. Annessa al monastero esisteva una piccola chiesa dedicata ai santi Gioacchino, Anna e Antonio Abate. Dopo la soppressione del monastero la chiesa divenne una curazia. La nuova chiesa del quartiere divenne parrocchiale nel 1950.
L'ex manicomio provinciale di Padova fondato nel 1907 fu il primo ospedale psichiatrico moderno in Italia e uno dei più avanzati in Europa. Dismesso nel 1996, oggi il Complesso Socio Sanitario dei Colli è una realtà territoriale ad alta specializzazione e si presenta come una delle eccellenze dell'Ulss 6 Euganea 
L'abitato ebbe un notevole sviluppo a partire dal 1910, con l'istituzione della linea tramviaria., ma soprattutto dagli anni '50 nella zona di Santo Stefano. Oggi il quartiere è uno tra i più popolari e multietnici di Padova. 

## Monumenti e luoghi d'interesse

### Architetture religiose
Nel quartiere di Brusegana sono presenti tre chiese:
- Parrocchia di Santo Stefano Re D’Ungheria, costruita nel 1963.
- Parrocchia dei Santi Fabiano e Sebastiano, costruita nel 1928.
- Chiesa ortodossa moldava della Natività di Santissima Maria, l'antica chiesa parrocchiale di Brusegana di via Santi Fabiano e Sebastiano.

### Architetture civili
- Villa Pesavento, già Palazzo Folco Zambelli: villa veneta con fattoria attiva e fattoria didattica.
- Cippo di via Sette Martiri, già via Due Ponti: la strada prende il nome in ricordo dell'eccidio nazi-fascista sul posto di sette partigiani.

## Cultura

### Istruzione

#### Scuole
Nel quartiere hanno sede la scuola statale secondaria di I grado "A. Boito", la scuola Primaria statale "Arcobaleno", la scuola primaria statale "Lombardo Radice", la scuola dell'infanzia paritaria "Beato Luigi Guanella" (con nido integrato paritario) e la scuola dell'infanzia comunale "A. Rossi". Sempre nel quartiere hanno sede anche gli istitutu di istruzione superiore "Duca degli Abruzzi", "San Benedetto da Norcia" e "Pietro Scalcerle".

### Musei
Nella strada principale di via dei Colli hanno sede l'Archivio di Stato di Padova e l'Esapolis, uno dei più importanti musei in Italia che ospita insetti e collezioni storiche di bachi da seta.

### Teatro
Lo storico Teatro ai Colli, inaugurato nel 1957 come cinema e all'epoca denominato K2, è uno dei luoghi di intrattenimento più longevi dell'area comunale.

## Sport
L'Unione Sportiva Brusegana Santo Stefano nasce nel 2004 dalla fusione delle due realtà sportive storiche del quartiere, il Brusegana e il Santo Stefano. Nella stagione 2024/2025 milita nella Prima Categoria Veneta nel girone B.